# Spanarna (amerikansk TV-serie)
Spanarna (originaltitel: New York Undercover) är en amerikansk polisserie, ursprungligen visad 1994–1998, som utspelar sig i New York. I huvudrollerna ses bland andra Michael DeLorenzo och Lauren Vélez.